# Karosa Š
A Karosa Š a Karosa állami vállalat Vysoké Mýto-i üzemében 1964 és 1981 közötti években gyártott csehszlovák autóbusz-család. A nevében szereplő Š típusjelzés motorjának gyártójára, a Škodára utal.

## Története
Az 1950-es évek végén csehszlovák kormányhatározat döntött egy teljesen új felépítésű autóbusz-család létrehozásáról. Első prototípusát 1961-ben építették, sorozatgyártása 1965-ben kezdődött. Sorozatgyártása folyamán többször modernizálták, többek közt erősebb motorral, hatékonyabb fűtéssel látták el. Egyes változataiból 1981-ig összesen 26 669 darabot gyártottak, ezek egyötödét exportálták. A Karosa vállalat monopolhelyzetének következtében Csehszlovákia valamennyi tömegközlekedési vállalata nagyszámban alkalmazta. Utolsó, tömegközlekedésre használt darabjait Csehországban 1994-ben vonták ki a forgalomból.

## Felépítése és változatai

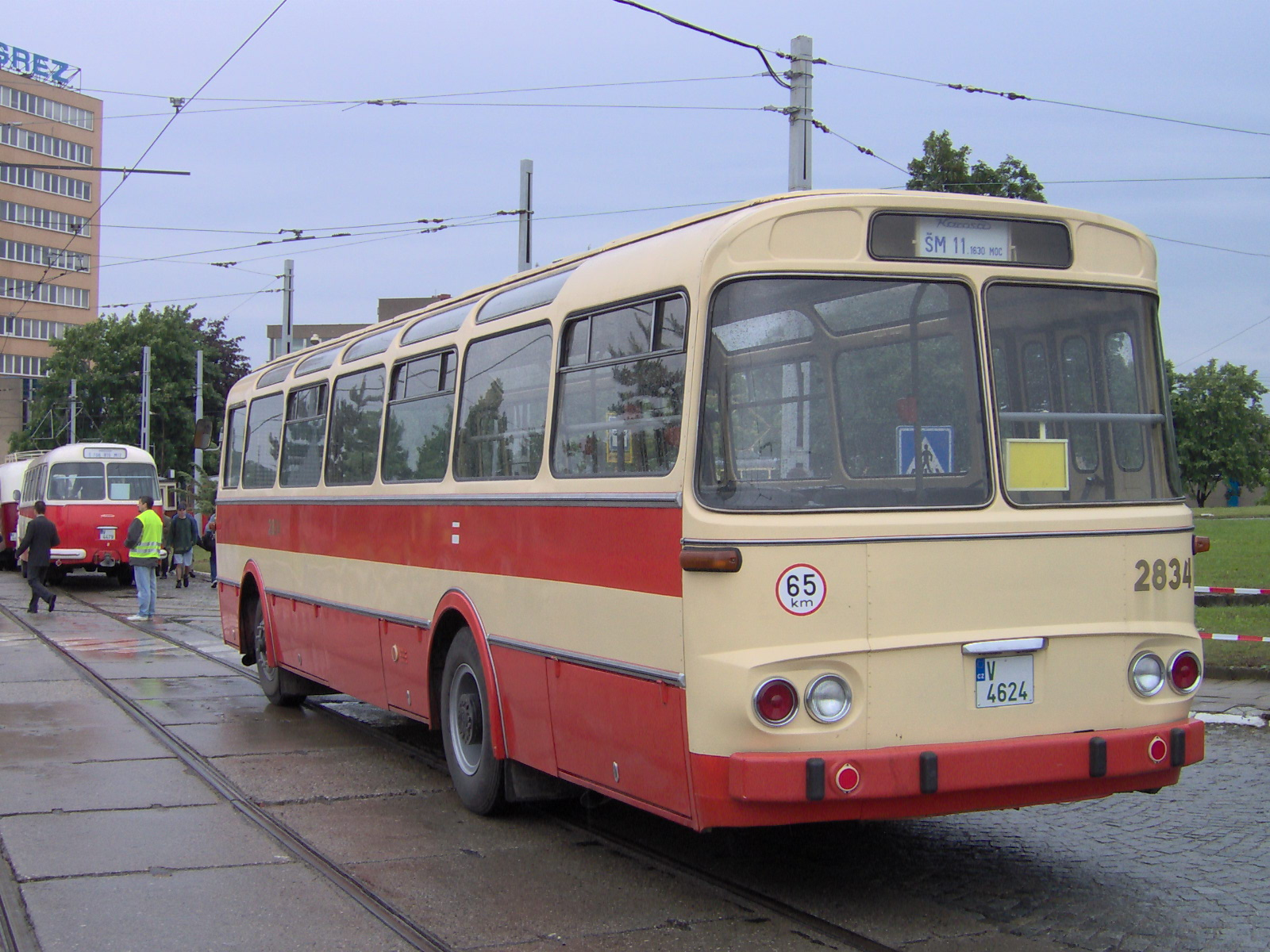
Karosa ŠM 11

A típuscsalád elődjének számító Škoda 706 RTO típustól eltérően karosszériája önhordó, motorja a padlózat alá süllyesztve, az utastér elülső ajtaja az első tengely előtti térben. Néhány változatban gyártották.

### Karosa ŠM 11
A városi járatok üzemeltetésére kialakított változat. Az M típusjelzés a városi (csehül městský) szó rövidítése, a 11-es szám a jármű hosszára utal. Első prototípusát 1961-ben készítették. Próbagyártása 1964-ben, sorozatgyártása 1965-ben kezdődött. 1981-ig összesen 9900 darabot gyártottak, ebből megközelítőleg 2000 darabot exportáltak. Automata váltója kétfokozatú. Az utastér három, széles ajtóval ellátva. Az ülőhelyek száma 29, az állóhelyeké 67.

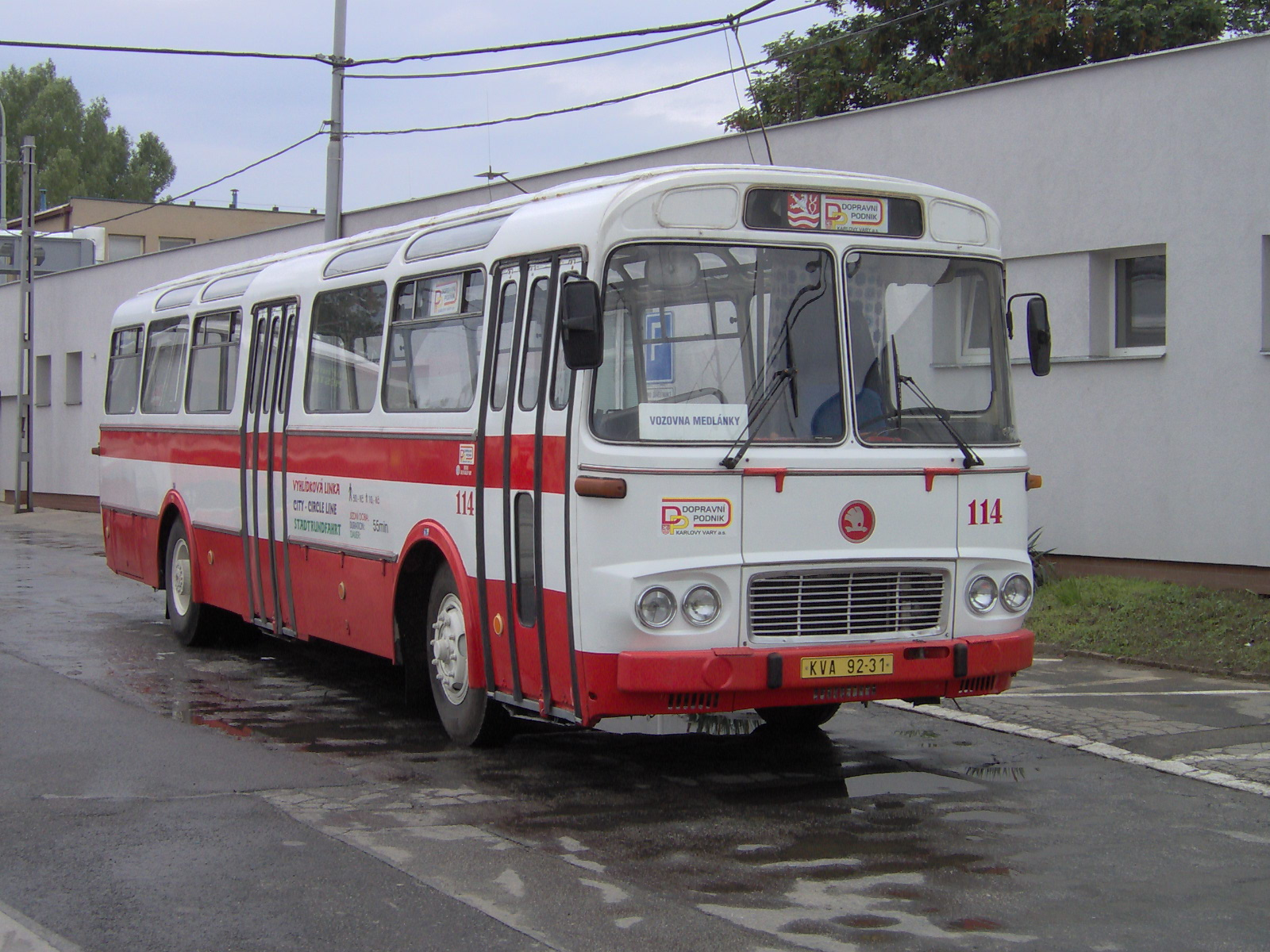
Karosa ŠL 11

### Karosa ŠL 11
Helyközi járatok üzemeltetésére kialakított változat. Az L típusjelzés a helyközi (csehül linkový) szó rövidítése.  Első prototípusát 1963-ban építették. Próbagyártása 1967-ben, sorozatgyártása 1970-ben kezdődött. Motorja Škoda ML 634-es. Az ŠM változattól eltérően az utastér csak két ajtóval ellátva, váltója kézi ötfokozatú. Üléseinek elhelyezési módja 2+2. Az ülőhelyek száma 45, az állóhelyeké 30.

### Karosa ŠL 11 Turist
1974 és 1981 között gyártott turistabusz változat.

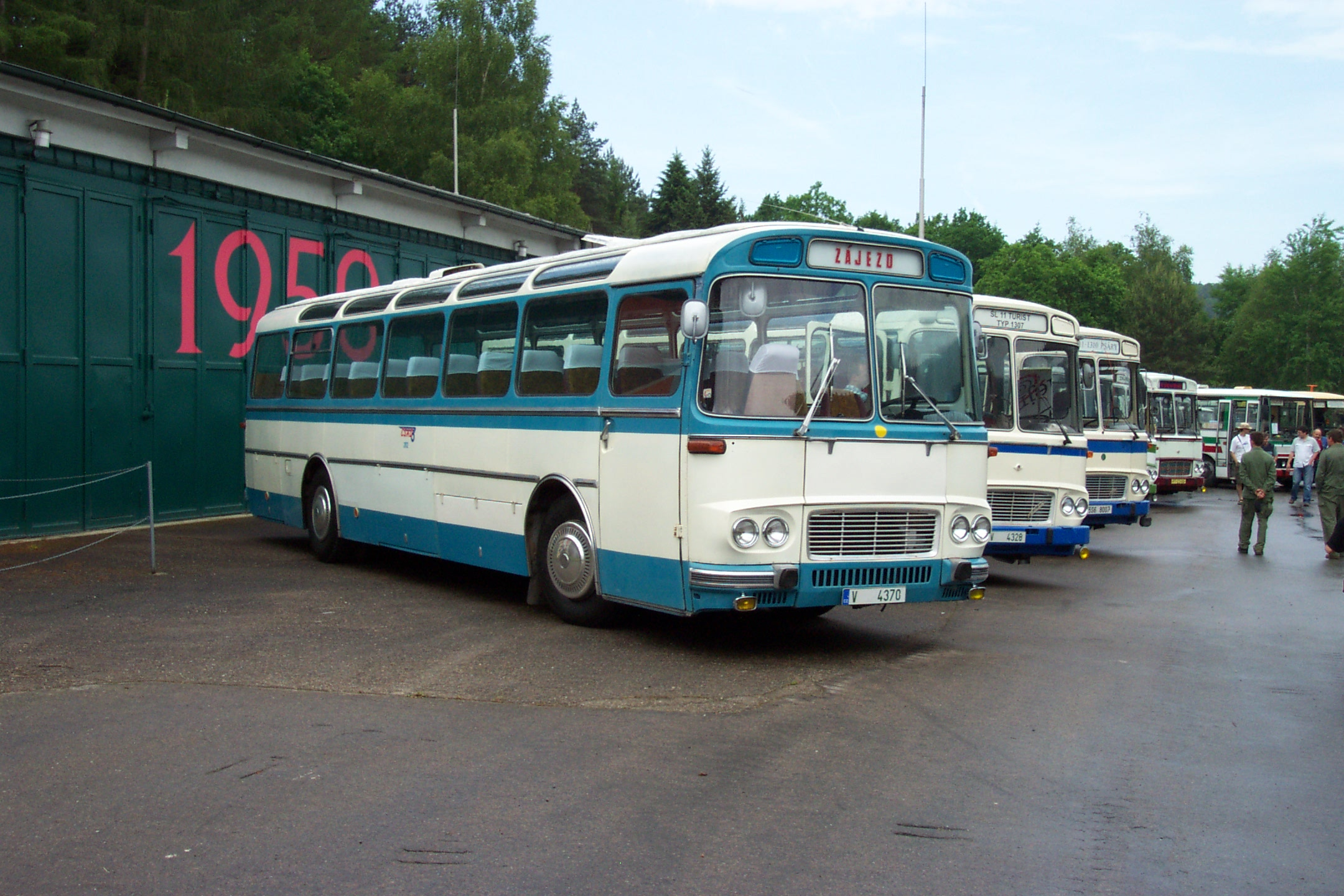
Karosa ŠD 11

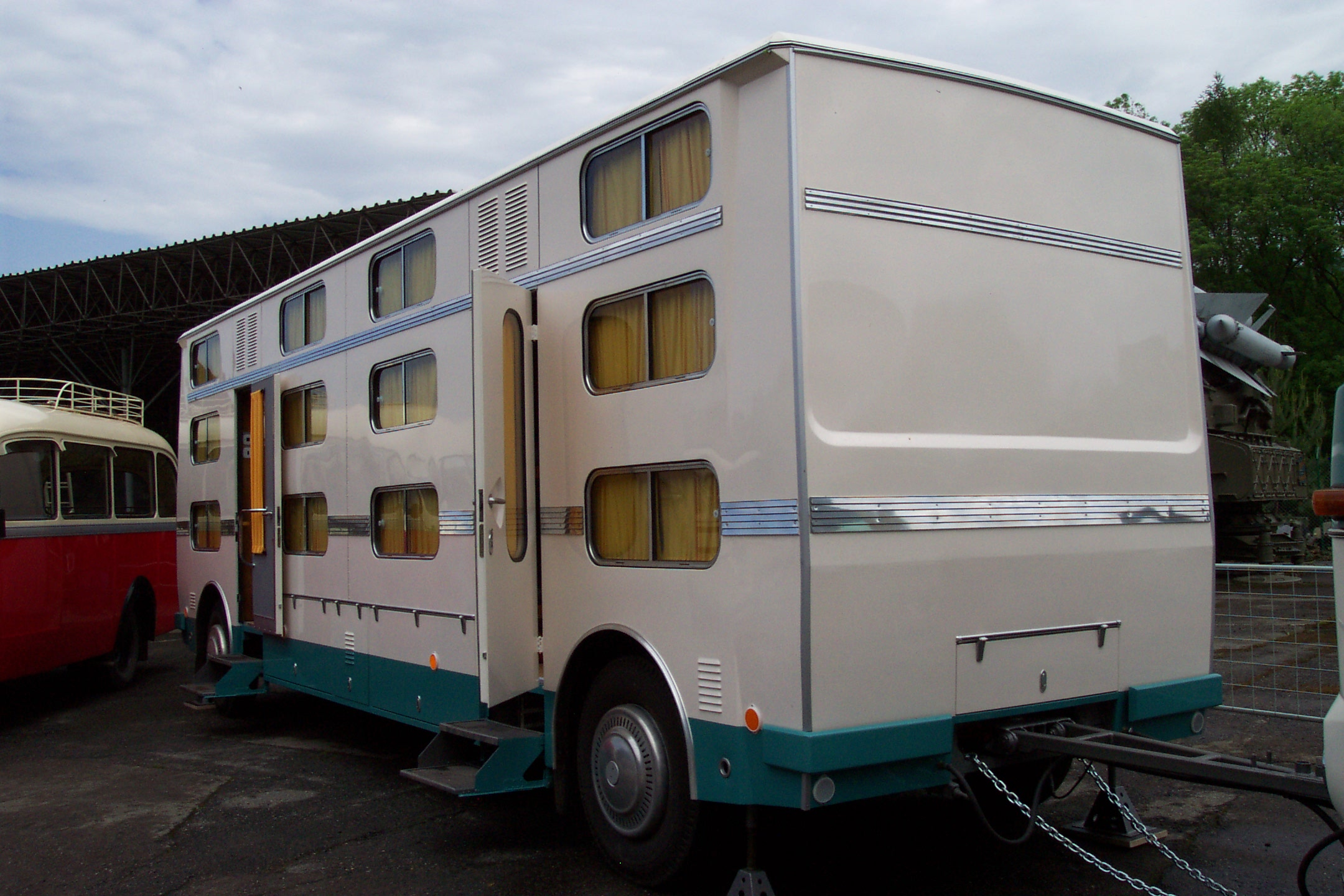
LP 30 pótkocsi

### Karosa ŠD 11
Távolsági járatok üzemeltetésére kialakított változat. A D típusjelzés a távolsági (csehül dálkový) szó rövidítése. Első prototípusát 1963-ban építették. Próbagyártása 1967-ben.  Az 1968-ban és 1969-ben legyártott 100 darab egyajtós változat némelyikét LP 30 személyszállító pótkocsival is ellátták, mely 30 személy számára biztosított szállást. A kétajtós változat sorozatgyártása 1972-ben kezdődött.

### Karosa ŠM 16,5
Városi járatok üzemeltetésére kialakított csuklósbusz. Prototípusát 1966-ban építették. 1968-tól 1969-ig tartó próbagyártása folyamán 15 darab készült belőle. Sorozatgyártása azonban nem kezdődött el. Utolsó példányát 1984-ben vonták ki a forgalomból. A jármű hossza 16 600 mm, szélessége 2500 mm, magassága 3120 mm. Össztömege 21 060 kg. Motorja Škoda ML 630. Automata váltója kétfokozatú.

## Fordítás
- Ez a szócikk részben vagy egészben  a   Karosa řady Š című cseh Wikipédia-szócikk ezen változatának fordításán alapul.  Az eredeti cikk szerkesztőit annak laptörténete sorolja fel. Ez a jelzés csupán a megfogalmazás eredetét és a szerzői jogokat jelzi, nem szolgál a cikkben szereplő információk forrásmegjelöléseként.
- Ez a szócikk részben vagy egészben  a   Karosa ŠM 11 című cseh Wikipédia-szócikk ezen változatának fordításán alapul.  Az eredeti cikk szerkesztőit annak laptörténete sorolja fel. Ez a jelzés csupán a megfogalmazás eredetét és a szerzői jogokat jelzi, nem szolgál a cikkben szereplő információk forrásmegjelöléseként.
- Ez a szócikk részben vagy egészben  a   Karosa ŠL 11 című cseh Wikipédia-szócikk ezen változatának fordításán alapul.  Az eredeti cikk szerkesztőit annak laptörténete sorolja fel. Ez a jelzés csupán a megfogalmazás eredetét és a szerzői jogokat jelzi, nem szolgál a cikkben szereplő információk forrásmegjelöléseként.
- Ez a szócikk részben vagy egészben  a   Karosa ŠD 11 című cseh Wikipédia-szócikk ezen változatának fordításán alapul.  Az eredeti cikk szerkesztőit annak laptörténete sorolja fel. Ez a jelzés csupán a megfogalmazás eredetét és a szerzői jogokat jelzi, nem szolgál a cikkben szereplő információk forrásmegjelöléseként.
- Ez a szócikk részben vagy egészben  a   Karosa ŠM 16,5 című cseh Wikipédia-szócikk ezen változatának fordításán alapul.  Az eredeti cikk szerkesztőit annak laptörténete sorolja fel. Ez a jelzés csupán a megfogalmazás eredetét és a szerzői jogokat jelzi, nem szolgál a cikkben szereplő információk forrásmegjelöléseként.